# Metallyra aliberti
Metallyra aliberti är en skalbaggsart som beskrevs av Pierre Lepesme 1956. Metallyra aliberti ingår i släktet Metallyra och familjen långhorningar.
Artens utbredningsområde är Sierra Leone. Inga underarter finns listade i Catalogue of Life.